# Shriya Saran
Shriya Saran  ([ʃrɪja səɾən] Dehradun, 11 de septiembre de 1982), también conocida como Shriya, es una actriz y modelo india reconocida por su participación en películas de Bollywood y en los Estados Unidos. 

## Carrera

### Inicios
Saran nació en Dehradun y pasó su niñez en Haridwar. En 2001 tuvo la oportunidad de aparecer en el vídeo musical de Renoo Nathan "Thirakti Kyun Hawa", algo que llamó la atención de los cineastas indios. Hizo su debut en el cine telugu con la película Ishtam y tuvo su primer éxito de taquilla con Santosham (2002).

### Reconocimiento
Continuó realizando apariciones en películas telugu mientras ingresaba en las industrias cinematográficas hindi y tamil. En 2007, Saran protagonizó Sivaji, la película tamil con mayor recaudación de taquilla en ese momento. Ganó reconocimiento de la crítica especializada por su rol en la película de Bollywood de 2007 Awarapan. En 2008 protagonizó su primera película en inglés, la colaboración indio-estadounidense The Other End of the Line. Sus siguientes proyectos incluyeron cintas populares como Kanthaswamy (2009) y Pokkiri Raja (2010). En 2012 integró el reparto de la película británico-canadiense Midnight's Children, bajo la dirección de Deepa Mehta, basada en la famosa novela del mismo nombre de Salman Rushdie. En 2014 protagonizó el exitoso filme telugu Manam.

## Vida personal
Saran siempre ha sido muy reservada al momento de hablar de su vida privada y no suele ofrecer entrevistas en relación con su privacidad. En febrero de 2018 se anunció su matrimonio con el millonario ruso Andrei Koscheev en Udaipur. La boda está planeada para realizarse en marzo de 2018.